# Nadagara serpentina
Nadagara serpentina là một loài bướm đêm trong họ Geometridae.